# Interleuchina 10
L'interleuchina 10 è una citochina anti-infiammatoria.

## Struttura
IL-10 è un dimero con 6 domini ad α-elica presenti su ciascun monomero che si legano non covalentemente con l'altro monomero. Il suo recettore, IL-10R fa parte dei recettori per citochine di tipo II e sul versante citoplasmatico è associato a Jak1 e a Tyk2 che trasducono il segnale mediante STAT3. IL-10 è prodotta principalmente dai monociti, dai linfociti T regolatori e dai linfociti TH2.

## Funzione
È in grado di inibire la sintesi di citochine pro-infiammatorie quali IFN-γ, IL-2, IL-3, TNF-α e GM-CSF, prodotte da cellule quali macrofagi e linfociti T helper di classe 1. I macrofagi che la producono vengono inattivati tramite un feedback negativo, stimola invece la proliferazione dei linfociti B e la produzione di anticorpi a carico delle plasmacellule. Inoltre, ha mostrato anche un ruolo importante nella soppressione della capacità di presentazione dell'antigene da parte delle cellule APC, questo a causa di un effetto depressivo nella produzione di molecole MHC II.
Proprio per il legame con IFN-y e TNF ha una componente di stimolo enzimatico con gli epatociti.